# 朱尔·凯尼亚尔
朱尔·凯尼亚尔（法語：Jules Keignaert，1907年6月15日—1994年5月26日），法国前男子水球运动员。他曾代表法国国家队参加1928年夏季奥林匹克运动会水球比赛，结果队伍获得一枚铜牌。